# Kleine steentijm
Kleine steentijm (Clinopodium acinos, synoniemen: Calamintha acinos en Satureja acinos) is een lage vaste plant uit de lipbloemenfamilie (Lamiaceae). De soort is in Nederland vrij zeldzaam en in Zuid-Limburg zeer zeldzaam.
Kleine steentijm komt voor op open kalkrijke duinzandhellingen, kalkhellingen en op rivierduintjes. De plant bloeit met paarsblauwe, zelden witte bloempjes van juni tot in oktober en heeft bij de steel een uitzakking van de kelk.
Kleine steentijm staat op de Nederlandse- en Belgische Rode lijst van planten als zeldzaam.

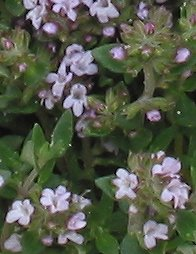
Kleine steentijm

## Plantengemeenschap
Kleine steentijm is een kensoort voor Cladonio-Koelerietalia, een orde van plantengemeenschappen van droge graslanden op kalkrijke zeeduinen.